# Sabeísmo

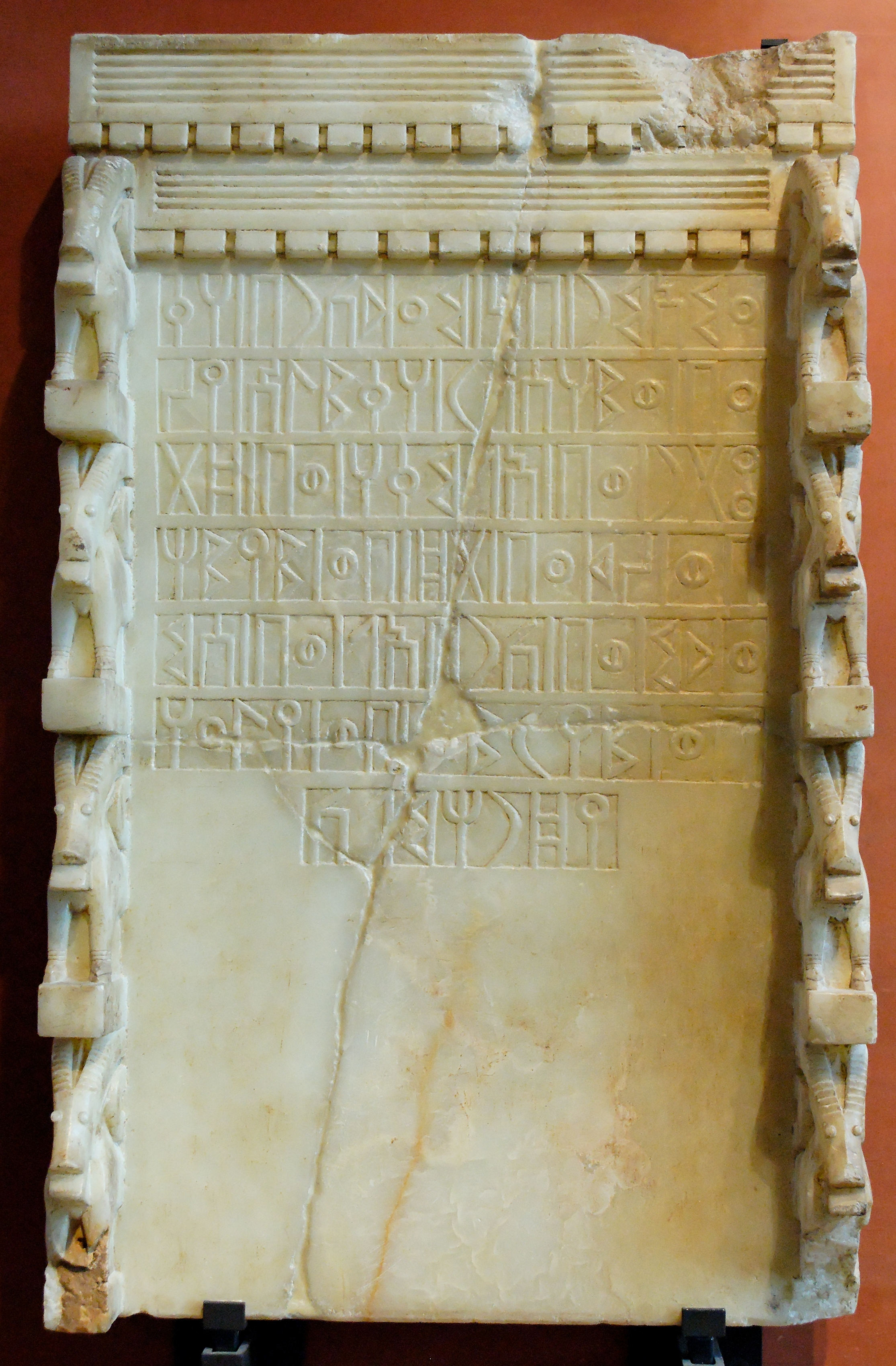
Inscripción sabea dirigida al dios Sol Almaqah, mencionando cinco dioses del Sur de Arabia, dos soberanos reinantes y dos gobernadores.

El sabeísmo (en árabe: الصابئة‎, romanizado: al-Ṣābiʼah o الصابئون, al-Ṣābiʼūn) fue una antigua religión preislámica desaparecida, surgida en el Reino de Saba (actual Yemen), en el sur de la península arábiga. Los sabeos son mencionados en el Corán como "Gente del Libro" junto con los judíos y cristianos. 

## Prácticas
El sabeísmo era una religión que rendía culto a los astros, especialmente al Sol y a la Luna, aunque afirmaba adorar a un solo Dios denominado Alá-Taala, asistido por siete ángeles que custodiaban el firmamento (los siete planetas clásicos), llamados al-Illat. Además practicaban un ayuno de 30 días similar al Ramadán.
Cada tribu sabea rendía culto a diferentes deidades planetarias como el Sol, la Luna, Júpiter, Mercurio y Venus (que tenía un templo en Saná). También creían en espíritus totémicos de cada tribu y en los yins (djins). Sus profetas eran Sabi y Henoc, y rendían culto haciendo tres oraciones diarias hacia el sur o hacia el astro de su propia tribu. Los sabeos también aducían que su religión era la verdadera religión practicada por Noé antes de que fuera alterada, y practicaban un bautismo igual que sus primos mandeos.

## Historia
En la Kaaba, el altar de La Meca, había muchos ídolos sabeos que fueron destruidos tras la conquista islámica de la ciudad en el año 630. Los sabeos se dispersaron por todo el Medio Oriente.
Mahoma estableció la tolerancia por la gente del Libro mencionada en el Corán, aduciendo que estos eran los judíos, los cristianos y los sabeos (es decir, las religiones monoteístas), los cuales tenían derecho a practicar su credo, aunque pagando un impuesto. Los teólogos musulmanes tuvieron siempre dudas sobre la identidad exacta de los sabeos, y el estatus de "gente del Libro" fue asignado tanto a los practicantes del sabeísmo como a los gnósticos, los mandeos y los zoroastrianos.
Sin embargo, a diferencia de los mandeos y zoroastrianos que se mantuvieron ininterrumpidamente, los sabeos antiguos desaparecieron gradualmente al ser absorbidos por el Islam. En fechas recientes, el teólogo estadounidense Marc Edmund Jones fundó en 1923 una organización conocida como la Asamblea Sabea.

### Sabeos de Harrán
Los más famosos sabeos, son los sabeos de Harrán, seguidores de una religión pagana semítica helenizada que había logrado sobrevivir durante el primer periodo islámico en la ciudad de Harrán, en la Alta Mesopotamia. Los heresiólogos cristianos siríacos los describían como adoradores de las estrellas. La mayoría de los eruditos y cortesanos que trabajaban para las dinastías abasí y búyida de Bagdad durante los siglos IX-XI, conocidos como "sabeos", eran miembros de esta religión harraní o descendientes de ellos, entre los que destacan los astrónomos y matemáticos harraníes Thábit ibn Qurra (fallecido en 901) y al-Battani (fallecido en 929). Se ha especulado con la posibilidad de que estas familias de sabios de Bagdad, de las que depende indirectamente la mayor parte de nuestra información sobre los sabeos de Harrán, practicaran una variante diferente, de inspiración más filosófica, de la religión original de Harrán. Sin embargo, aparte del hecho de que contiene rastros de la religión babilónica y helenística, y de que los planetas (a los que se hacían sacrificios rituales) ocupaban un lugar importante, poco se sabe sobre el sabeísmo de Harrán. Los estudiosos los han descrito como (neo)platonistas, hermetistas o gnósticos, aunque no existen pruebas firmes de ninguna de estas identificaciones.
Estos sabeos reconocían a Hermes Trismegistus (identificandolo con Idris) como su profeta. Su devoción hacia las estrellas originó entre ellos un gran estudio de la astronomía y astrología de la que se aprovecharon otras culturas.

### Sabeos de baja Mesopotamia
Además de los sabeos de Harran, también había varios grupos religiosos que vivían en las marismas mesopotámicas; eran llamados los "sabeos de las marismas" (en árabe: Ṣābiʾat al-baṭāʾiḥ). Aunque este nombre a menudo ha sido entendido como una referencia a los mandeos, de hecho había al menos otro grupo religioso viviendo en las marismas del sur de Irak. Este grupo todavía se aferraba a una creencia pagana relacionada con la religión babilónica, en la que los dioses mesopotámicos ya habían sido venerados en forma de planetas y estrellas desde la antigüedad.

## Identificación
La palabra árabe Ṣubba se cree que deriva de la raíz aramea para "bautismo" al igual que la palabra neomandea Ṣabi, lo que los asociaría efectivamente a los mandeos. El semitólogo Judah Segal argumenta que Sābi'ūn proviene de Shiva, dios hindú, lo que podría explicar por qué el estatus de dhimmi fue extendido a los hindúes en algunos reinos islámicos.
Según el filósofo judío Maimónides, los sabeos seguían a Hermes Trismegisto, su texto sagrado era el Corpus hermeticum e identificaban a Hermes con el profeta islámico Idrís (el Henoc bíblico).
Los  bahaístas afirman que esta era la religión de Abraham antes de su conversión al monoteísmo. Baha'ullah, fundador del bahaísmo, identifica a los sabeos como seguidores de Set e Idris (a quien homologa con Hermes Trismegisto). La asociación con el bíblico Set podría señalar una relación con el gnosticismo, en su variante setiana.
Según Tobias Churton, cuando el Califa Al-Mamún llegó hasta Harrán en su campaña contra los bizantinos interpeló a los habitantes de la ciudad por no ser musulmanes, judíos, cristianos o zoroastrianos, y amenazó con que debían convertirse a una de las religiones del libro, o perecer cuando él volviera. Asesorados por un abogado, los harranenses se declararon sabeos y acogieron el hermetismo como religión y a Trismegisto como profeta. Sin embargo, esta asociación es usualmente considerada a posteriori.